# Патрік Консідайн
Патрік «Педді» Джордж Консідайн (англ. Paddy Considine; нар. 5 вересня 1973) — британський актор, режисер і сценарист. Тісно співпрацює із Шейном Медоузом.

## Біографія

### Юність
Консідайн народився 5 вересня 1973, ріс зі своїм братом і сестрами в муніципальному районі Вінчел в Бертон-апон-Трент. Проходив навчання у початковій школі, школі Джозефа Кларка Жуніора та, пізніше, у вищій Школі Аббата Беїна. 1990 року отримав національний диплом у школі акторських мистецтв. Педді, навчаючись на першому курсі у Віншилському університетському містечку Ади Чедвік (знесено) Коледжу Бертона, вперше зустрів Шейна Медоуза. Ні Консідайн, ні Медоуз не закінчили курс акторського мистецтва. У 1993 році Медоуз залишив своє рідне місто Аттоксетер, щоб навчатися в Ноттінгемі. Консідайн у 1994 році виїхав з Бертона, щоб навчатися операторської роботи в університеті Брайтона, де він отримав перший розряд оператора на факультеті гуманітарних наук та архітектури.

### Перші ролі у кіно
Після повернення з Брайтона Медоуз запропонував Консідайну знятися в декількох короткометражних фільмах, "Кімната для Ромео Брасса ", в якому Консідайн грає роль неспокійного Морелла. У 2004 Педді зіграв головну роль у фільмі " Чоботи мерця " режисера Шейна Медоуза, сценарій до цього фільму вони писали спільно.
У 2006 Консідайн з'являється в іспанському трилері Bosque de Sombras (також відомий як " Ліс тіней ") разом з британським актором Гері Олдменом, і " Плутоній-239 " (інша назва " Відрізок з Життя Тимофія Березіна "), драма про ч Росії, за участю австралійської актриси Ради Мітчелл, виконавчі продюсери Джордж Клуні та Стівен Содерберг. Консідайн також знімався у музичних кліпах, наприклад він з'явився у ролику гурту Arctic Monkeys Leave Before The Lights Come On (співавтор відео). У 2007 він з'явився в комедії Саймона Пегга і Едгара Райта Круті лягаві.
У 2007 Педді з'явився гучним у шпигунському трилері 2007 "Ультіматум Борна " в ролі газетного журналіста, разом з Меттом Деймоном.

## Музична діяльність
Консідайн є одним із творців музичного гурту She Talks to Angel (назва взята з однойменної пісні гурту Black Crowes). Склад групи:
- Річард Ітан
- Саймон Хадсон
- Нік Хеммінг — провідний гітарист
- Шейн Медоуз — вокаліст
- Педді „Bamm-Bamm“ Консідайн (прізвисько взято з Флінстоунів Bamm-Bamm Rubble) — барабанщик.

Зараз Консідайн знаходиться в рок-групі під назвою Riding The Low з Ітаном, і випустив міні-альбом у 2009.

## Особисте життя
У 2010 у Педді виявили синдром Аспергера.
Консідайн живе в Бертон-апон-Трент із дружиною та трьома дітьми.

## Фільмографія

### Актор
| Рік  | Українська назва                 | Оригінальна назва                                          | Роль                                      |
| ---- | -------------------------------- | ---------------------------------------------------------- | ----------------------------------------- |
| 1999 | Кімната для Ромео Брасса         | A Room for Romeo Brass                                     | Морель                                    |
| 2000 | Останнє притулок                 | Last Resort                                                | Альфі                                     |
| 2000 | Народжений романтиком            | Born Romantic                                              | Рей                                       |
| 2001 | Рік відплати                     | Happy Now                                                  | Глен Маркус                               |
| 2001 | Ластівки                         | The Martins                                                | Хатфілд, звукорежисер                     |
| 2001 | Цілодобові тусовщики             | 24 Hour Party People                                       | Роб Греттон                               |
| 2002 | Під гіпнозом                     | Doctor Sleep                                               | Еліот Спрагс                              |
| 2002 | Мої помилки з 8245 до 8249 і 117 | My Wrongs #8245-8249 & 117                                 | самого себе                               |
| 2002 | Вибивала                         | Bouncer                                                    | людина з ножем                            |
| 2003 | У Америці                        | In America                                                 | Джонні                                    |
| 2004 | Черевики мерця                   | Dead Man's Shoes                                           | Річард                                    |
| 2004 | Моє літо кохання                 | My Summer of Love                                          | Філ                                       |
| 2005 | У дурмані                        | Stoned                                                     | Френк Торгуд                              |
| 2005 | Нокдаун                          | „Cinderella Man“                                           | Майк Вілсон                               |
| 2006 | Плутоній-239                     | Pu-239                                                     | Тимофей                                   |
| 2006 | Ліс тіней                        | Bosque de Sombras (International English Title: BackWoods) | Норман                                    |
| 2007 | Типу круті лягаві                | Hot Fuzz                                                   | DC Andy Wainwright                        |
| 2007 | Ультиматум Борна                 | The Bourne Ultimatum                                       | Саймон Росс                               |
| 2008 | Моє цинкове ліжко                | My Zinc Bed                                                | Пол Пеплоу                                |
| 2009 |                                  | Red Riding: 1980                                           | Пітер Хантер                              |
| 2009 | Крик сови                        | "Cry of the Owl"                                           | Роберт Форестер                           |
| 2009 | Ле Донк і Скор-се-зе             | Le Donk & Scor-zay-zee                                     | Лі Донк                                   |
| 2011 | Без компромісів                  | Blitz                                                      | Портер Неш                                |
| 2011 | Субмарина                        | Submarine                                                  | Грем Первіс                               |
| 2011 | Підози містера Вічера            | The Suspicions of Mr Whicher (TV)                          | Інспектор Джонатан Вічер                  |
| 2011 | Дівчинка велосипедом             | Girl on a Bicycle                                          | Дерек                                     |
| 2012 | Нержавіюча сталь                 | Stainless Steel                                            | Нік                                       |
| 2012 | Зараз саме час                   | Now Is Good                                                | Батько Тесс                               |
| 2013 | Армагеддец                       | The World's End                                            | Стівен Прінс                              |
| 2013 | Двійник                          | The Double                                                 | актор серіалу                             |
| 2014 | Гордість                         | Pride                                                      | Дай Донован, профспілковий лідер шахтарів |
| 2015 | Номер 44                         | Child 44                                                   | Володимир Малевич                         |
| 2015 | Макбет                           | Macbeth                                                    | Банко                                     |
| 2015 | Вже сумую за тобою               | Miss You Already                                           | Джаго                                     |
| 2016 | Нова епоха Z                     | The Girl with All the Gifts                                | сержант Едді Паркс                        |
| 2017 | Смерть Сталіна                   | The Death of Stalin                                        | товариш Андрєєв                           |
| 2022 | Дім Дракона                      | House of the Dragon                                        | Візеріс I Таргарієн                       |

### Сценарист
| Рік  | Українська назва | Оригінальна назва                                           |
| ---- | ---------------- | ----------------------------------------------------------- |
| 2004 | Черевики мерця   | Dead Man's Shoes                                            |
| 2006 | Це Англія        | This is England, Uncredited                                 |
| 2006 |                  | Leave Before The Lights Come On, Arctic Monkeys music video |
| 2007 |                  | Dog Altogether                                              |
| 2011 | Тиранозавр       | Tyrannosaur                                                 |

### Режисер
| Рік  | Українська назва | Оригінальна назва |
| ---- | ---------------- | ----------------- |
| 2004 |                  | Dog Altogether    |
| 2011 | Тиранозавр       | Tyrannosaur       |

## Нагороди та номінації
- 2000 — номінація найкраща чоловіча роль за роль Алфі в Останній притулок.
- 2005 — номінація найкращий британський актор за версією Empire Awards.
- 2007 — премія Срібний лев за найкращий короткометражний фільм (BAFTA), найкращий британський короткометражний фільм (BIFA) та Міжнародна премія журі Сіетла за фільм Dog Altogether.
- 2011 — премія за найкращий незалежний британський фільм за фільм Тиранозавр
- 2011 — за найкращий режисерський дебют

## Примітка
1. ↑  MusicBrainz — MetaBrainz Foundation, 2000.
2. ↑  aveleyman.com
3. 1 2  Ojumu, Akin (2001) «Paddy Considine: The best-kept secret in British movies [Архівовано 2011-02-09 у Wayback Machine.]», The Observer, 11 березня 2001
4. 1 2  Mottram, James (2009) Interview: Paddy Considine, actor [Архівовано 2011-06-05 у Wayback Machine.], The Scotsman, 2 October 2009, retrieved 2010-03-31
5. 1 2  Hoby, Hermione (2009) «http://www.guardian.co.uk/film/2009/sep/27/donk-shane-meadows-paddy-considine [Архівовано 2012-10-15 у Wayback Machine.] Paddy and Shane: story of a partnership]», The Observer, 27 September 2009, retrieved 2010-03-31
6. 1 2  Paddy Considine tells Patrick Barkham why he’s sick of playing aggressive action men | Film | The Guardian. Архів оригіналу за 19 серпня 2012. Процитовано 12 червня 2012.
7. ↑  „'Le Donk' actor Paddy Considine launches new band“ [Архівовано 2012-10-18 у Wayback Machine.], NME, 12 October 2009, retrieved 2010-03-31
8. ↑  Lockyer, Daphne (10 квітня 2011). Paddy Considine: Knowing I have Asperger's is a relief. The Daily Telegraph. London. Архів оригіналу за 13 квітня 2011. Процитовано 12 квітня 2011.
9. ↑  Kate Goodacre. Paddy Considine reveals Asperger's diagnosis. Digital Spy. Архів оригіналу за 27 липня 2012.